# Richard Montague
Richard Merett Montague (Stockton, 20 settembre 1930 – Los Angeles, 7 marzo 1971) è stato un matematico e filosofo statunitense.
La sua semantica modellistica è stato uno dei primi tentativi di approccio al linguaggio naturale con gli strumenti della logica. 

## Biografia
Montague nel 1950 si laureò in filosofia, nel 1953 conseguì un master in matematica ed infine, nel 1957, conseguì un dottorato in filosofia. Tutti gli studi citati vennero effettuati presso l'Università della California - Berkeley.
Fu uno degli allievi del noto matematico e filosofo Alfred Tarski.
Morì strangolato da sconosciuti presso la sua dimora.